# 卡馬納河

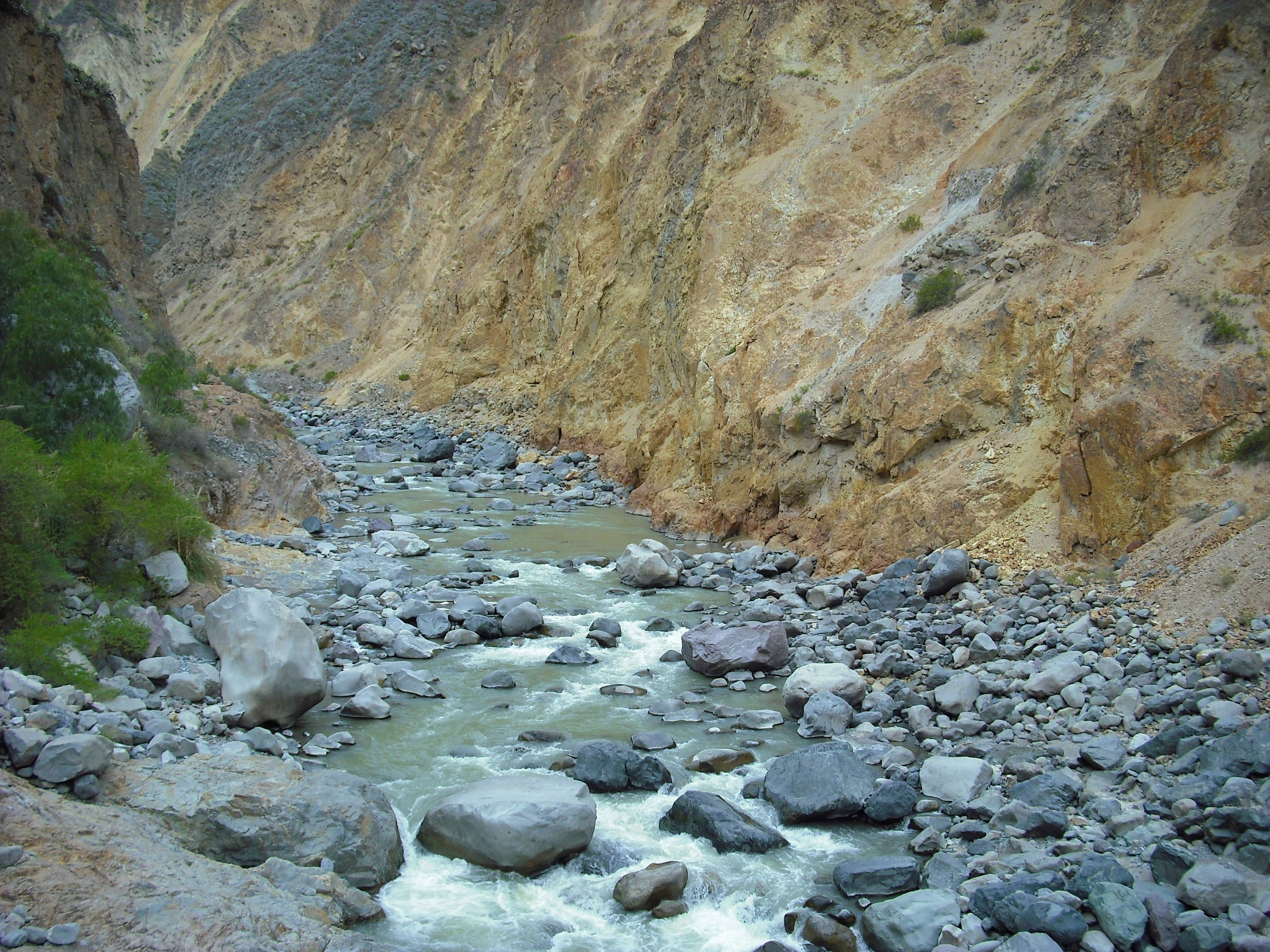
卡馬納河

卡馬納河（西班牙語：Río Camaná）是秘魯的河流，由阿雷基帕大區負責管轄，河道全長388公里，流域面積737平方公里，發源自安第斯山脈地區，最終注入太平洋。